# Orme (Tennessee)
Orme es un pueblo ubicado en el condado de Marion en el estado estadounidense de Tennessee. En el Censo de 2010 tenía una población de 126 habitantes y una densidad poblacional de 11,75 personas por km².

## Geografía
Orme se encuentra ubicado en las coordenadas 35°0′53″N 85°48′17″O / 35.01472, -85.80472. Según la Oficina del Censo de los Estados Unidos, Orme tiene una superficie total de 10.73 km², de la cual 10.73 km² corresponden a tierra firme y (0%) 0 km² es agua.

## Demografía
Según el censo de 2010, había 126 personas residiendo en Orme. La densidad de población era de 11,75 hab./km². De los 126 habitantes, Orme estaba compuesto por el 94.44% blancos, el 2.38% eran afroamericanos, el 0% eran amerindios, el 3.17% eran asiáticos, el 0% eran isleños del Pacífico, el 0% eran de otras razas y el 0% pertenecían a dos o más razas. Del total de la población el 0% eran hispanos o latinos de cualquier raza.